# باشگاه فوتبال آکرینگتون
باشگاه فوتبال آکرینگتون یک باشگاه فوتبال انگلیسی از آکرینگتون در لانکاشایر بود ، که یکی از اعضای بنیانگذار لیگ فوتبال بود.

## تاریخچه

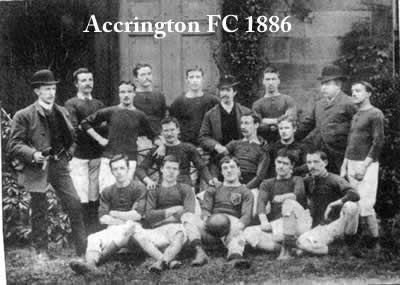
تیم آکرینگتون در سال ۱۸۸۶.

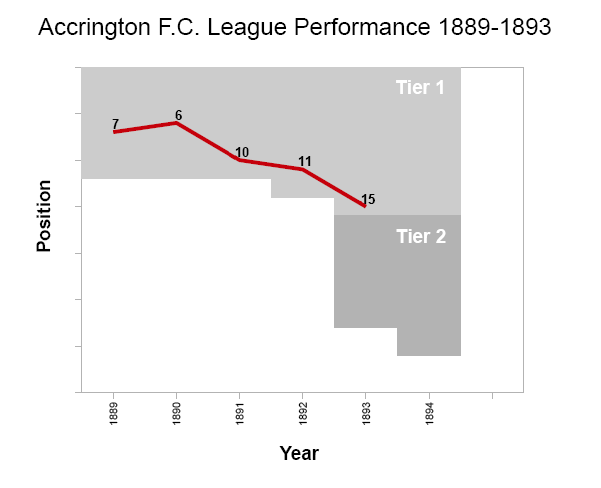
نمودار عملکرد آکرینگتون از اولین فصل لیگ فوتبال انگلیس در ۸۹–۱۸۸۸ تا ۹۳–۱۸۹۲ هنگام کناره‌گیری از لیگ.

آکرینگتون به دنبال جلسه ای در یک میخانه محلی در سال ۱۸۷۶ تشکیل شد. اود ردز در زمین باشگاه کریکت آکرینگتون در تورنیهولم رُود بازی می‌کرد، که هنوز هم برای این ورزش استفاده می‌شود.
این باشگاه پس از اینکه در سال ۱۸۸۳ به دلیل پرداخت پول به یک بازیکن از جام حذفی کنار گذاشته شد، بخشی از شورش علیه اتحادیه فوتبال به دلیل حرفه ای شدن در سال ۱۸۸۴ بود. این باشگاه یکی از دوازده تیم اصلی بودند که در ۱۷ آوریل ۱۸۸۸ لیگ فوتبال را تشکیل دادند. بهترین فصل آکرینگتون در سال ۹۰–۱۸۸۹ بود، که در رده ششم جدول قرار گرفت. با این حال، در فصل ۹۳–۱۸۹۲ این تیم در رده پانزدهم (در میان ۱۶ تیم) ایستاد و پس از شکست ۱–۰ در بازی آزمون مقابل شفیلد یونایتد در ورزشگاه ترنت بریج سقوط کرد. آکرینگتون به جای بازی در لیگ دسته دوم، از لیگ کنار کشید و به عنوان اولین باشگاه موسس لیگ فوتبال شناخته شد که لیگ را به طور دائم ترک کرد (استوک در مرحله انتخاب مجدد برای سال ۱۸۹۰ شکست خورده بود، اما یک سال بعد دوباره به لیگ پیوست). 
پس از اولین فصل حضور خود در لیگ لانکاشایر، آکرینگتون، در مرحله انتخاب مجدد برای لیگ فوتبال ناموفق بود. اندکی بعد، آکرینگتون دچار مشکلات مالی شد که در نهایت منجر به نابودی آن شد. فعالیت این باشگاه در خارج از لیگ تا سال ۱۸۹۶ ادامه داشت، که سرانجام پس از شکست ۱۲–۰ در ۱۴ ژانویه برابر دارون در جام برتر لانکاشایر برچیده شد.

## تاریخچه لیگ و جام‌ها
| فصل                        | دسته                       | جایگاه                     | بازی                    | پیروزی                  | تساوی                   | باخت                    | گل.ز                    | گل.خ                    | امتیاز                  | جام حذفی | توضیحات              |
| -------------------------- | -------------------------- | -------------------------- | ----------------------- | ----------------------- | ----------------------- | ----------------------- | ----------------------- | ----------------------- | ----------------------- | -------- | -------------------- |
| ۸۲–۱۸۸۱                    | n/a                        | n/a                        | n/a                     | n/a                     | n/a                     | n/a                     | n/a                     | n/a                     | n/a                     | دور دوم  |                      |
| ۸۳–۱۸۸۲                    | n/a                        | n/a                        | n/a                     | n/a                     | n/a                     | n/a                     | n/a                     | n/a                     | n/a                     | دور اول  |                      |
| ۸۴–۱۸۸۳                    | n/a                        | n/a                        | n/a                     | n/a                     | n/a                     | n/a                     | n/a                     | n/a                     | n/a                     | دور دوم  | حذف شد               |
| ۸۵–۱۸۸۴                    | n/a                        | n/a                        | n/a                     | n/a                     | n/a                     | n/a                     | n/a                     | n/a                     | n/a                     | دور اول  | حذف شد               |
| ۸۶–۱۸۸۵                    | n/a                        | n/a                        | n/a                     | n/a                     | n/a                     | n/a                     | n/a                     | n/a                     | n/a                     | دور دوم  |                      |
| ۸۷–۱۸۸۶                    | n/a                        | n/a                        | n/a                     | n/a                     | n/a                     | n/a                     | n/a                     | n/a                     | n/a                     | دور اول  |                      |
| ۸۸–۱۸۸۷                    | n/a                        | n/a                        | n/a                     | n/a                     | n/a                     | n/a                     | n/a                     | n/a                     | n/a                     | دور سوم  |                      |
| ۸۹–۱۸۸۸                    | لیگ فوتبال                 | ۷                          | ۲۲                      | ۶                       | ۸                       | ۸                       | ۴۸                      | ۴۸                      | ۲۰                      | دور اول  |                      |
| ۹۰–۱۸۸۹                    | لیگ فوتبال                 | ۶                          | ۲۲                      | ۹                       | ۶                       | ۷                       | ۵۳                      | ۵۶                      | ۲۴                      | دور دوم  |                      |
| ۹۱–۱۸۹۰                    | لیگ فوتبال                 | ۱۰                         | ۲۲                      | ۶                       | ۴                       | ۱۲                      | ۲۸                      | ۵۰                      | ۱۶                      | دور دوم  |                      |
| ۹۲–۱۸۹۱                    | لیگ فوتبال                 | ۱۱                         | ۲۶                      | ۸                       | ۴                       | ۱۴                      | ۴۰                      | ۷۸                      | ۲۰                      | دور دوم  |                      |
| ۹۳–۱۸۹۲                    | دسته اول                   | ۱۵                         | ۳۰                      | ۶                       | ۱۱                      | ۱۳                      | ۵۷                      | ۸۱                      | ۲۳                      | دور دوم  | سقوط کرد             |
| ۹۴–۱۸۹۳                    | لیگ لانکاشایر              | ۴                          | ۲۲                      | ۱۱                      | ۴                       | ۷                       | ۵۱                      | ۳۹                      | ۲۶                      | دور اول  |                      |
| ۹۵–۱۸۹۴                    | لیگ لانکاشایر              | ۱۲                         | ۲۶                      | ۱۰                      | ۲                       | ۱۴                      | ۶۲                      | ۶۳                      | ۲۲                      | –        |                      |
| ۹۶–۱۸۹۵                    | لانکاشایر کامبینیشن        | رکوردها از بین رفته‌است.    | رکوردها از بین رفته‌است. | رکوردها از بین رفته‌است. | رکوردها از بین رفته‌است. | رکوردها از بین رفته‌است. | رکوردها از بین رفته‌است. | رکوردها از بین رفته‌است. | رکوردها از بین رفته‌است. | –        | در ژانویه برچیده شد. |
| نتایج تمام ادوار لیگ:      | نتایج تمام ادوار لیگ:      | نتایج تمام ادوار لیگ:      | ۱۲۳                     | ۳۵                      | ۳۳                      | ۵۵                      | ۲۲۶                     | ۳۱۴                     | ۱۰۳                     |          |                      |
| نتایج تمام ادوار جام حذفی: | نتایج تمام ادوار جام حذفی: | نتایج تمام ادوار جام حذفی: | ۱۴                      | ۵                       | ۲                       | ۷                       | ۲۴                      | ۲۹                      | ۱۲                      |          |                      |

## بازیکنان ملی
در طول عمر کوتاه خود، از این باشگاه سه بازیکن به تیم ملی فوتبال انگلستان راه یافته‌است:
- جرج هاورت – ۵ بازی ملی (۱۸۸۷–۱۸۹۰)
- جو لوفتهاوس – ۱ بازی ملی (۱۸۹۰)
- جیمی وایتهد – ۱ بازی ملی (۱۸۹۳)

## یادداشت
1. ↑  آکرینگتون با نتیجه ۳–۲ بلکبرن پارک رود راشکست داد اما هر دو تیم از دور رقابتها حذف شدند.
2. ↑  آکرینگتون با نتیجه ۳–۰ سوتپورت سنترال راشکست داد اما از دور رقابتها حذف شد.
3. ↑  پس از بازی آزمون برابر شفیلد یونایتد (شفیلد یونایتد ۱–۰ آکرینگتون) به دسته دوم سقوط کرد / از لیگ کنار کشید.
4. ↑  با احتساب بازی آزمایشی برابر شفیلد یونایتد (شفیلد یونایتد ۱–۰ آکرینگتون به تاریخ ۲۲ آوریل ۱۸۹۳)
5. ↑  بدون احتساب بازی برابر وست برومویچ آلبیون (وست برومویچ آلبیون ۳–۱ آکرینگتون به تاریخ ۱۸ ژانویه ۱۸۹۰)